# Aleksander Charzewski
Aleksander Charzewski (ur. 30 sierpnia 1878 w Brzozowie, zm. 4 lipca 1916 pod Polską Górą) – podoficer Legionów Polskich, działacz niepodległościowy, kawaler Orderu Virtuti Militari.

## Życiorys
Urodził się 30 sierpnia 1878 w Brzozowie, ówczesnym mieście powiatowym Królestwa Galicji i Lodomerii, w rodzinie Władysława i Józefy ze Sławińskich. Był kuzynem legionistów: Stanisława (1882–1916) i Tadeusza (1878–1915). Po ukończeniu czwartej klasy gimnazjum rozpoczął pracę w c. k. Sądzie Powiatowym w Brzozowie, w charakterze kancelisty. Od 1912 był członkiem miejscowej LXIX Polskiej Drużyny Strzeleckiej.
W sierpniu 1914 wstąpił do Legionów Polskich, do 8 kompanii 5 pułku piechoty. W bitwie pod Kostiuchnówką dowodził plutonem. Zginął od wybuchu granatu ręcznego, prowadząc swój oddział do ataku na Polską Górę. Za bohaterstwo w walce odznaczony został Krzyżem Srebrnym Orderu Virtuti Militari. Był kawalerem.

## Ordery i odznaczenia
- Krzyż Srebrny Orderu Wojskowego Virtuti Militari nr 6496 – pośmiertnie, 17 maja 1922[8][9]
- Krzyż Niepodległości – pośmiertnie, 13 kwietnia 1931 „za pracę w dziele odzyskania niepodległości”[10]